# Nancy's Choice
Nancy's Choice is de negentiende aflevering van het zesde seizoen van het tienerdrama Beverly Hills, 90210, die voor het eerst werd uitgezonden op 31 januari 1996.

## Verhaal
Susan is genomineerd voor een prijs van de Studentenpersprijs. Ze heeft een jaar geleden een stuk geschreven genaamd “Nancy’s Keus”. Dit gaat over Nancy die zwanger werd en een abortus onderging. Susan wordt nu best zenuwachtig en Brandon denkt dat ze een goede kans maakt op de prijs. Brandons humeur wordt danig op de proef gesteld, want Jonathan heeft besloten om ook naar de prijsuitreiking te komen. Susan blijft maar herhalen dat er niets speelt tussen hen maar Brandon heeft zo zijn twijfels. Susan zegt dat Jonathan haar redacteur was toen ze het stuk schreef en daarom erbij wil zijn. Ook vertelt zij dat Jonathan een tegenstander van abortus is en tegen het verhaal was. Op de avond worden de prijswinnaars bekendgemaakt en Susan heeft de prijs gewonnen in haar categorie. Susan is helemaal opgetogen en trots en ze wil deze prijs opdragen aan Nancy. Later als Brandon en Susan buiten napraten biecht Susan op dat zij Nancy was en dat het verhaal uit eigen ervaring is. Brandon is er helemaal stil van en hoort dat Susan en Jonathan een relatie hadden en in een dronken bui hebben ze onveilige seks gehad waaruit ze zwanger werd. Jonathan wilde trouwen en de baby houden maar Susan was hier nog niet aan toe en wilde per se een abortus. Jonathan die tegen abortus is maakte de relatie uit toen ze dit doorzette. Nu is het duidelijk voor Brandon waarom Jonathan achter Susan aan blijft gaan. Susan maakt duidelijk dat het echt uit is met hem en dat ze met Brandon verder wil. Na dit gesprek praten Susan en Jonathan bij en Jonathan neemt het haar kwalijk dat zij toen voor abortus besloot zonder het met hem te overleggen. Hij had toen niet gedacht dat hij dit haar ooit kon vergeven, maar hij heeft het haar nu vergeven.
Iedereen maakt zich zorgen over Kelly en iedereen wil haar helpen. Zelf zegt ze dat er niets aan de hand is en dat ze wil afkicken. Later blijkt dat dit moeilijker is dan gedacht. Ze laat zich weer verleiden tot het nemen van cocaïne.
Clare is met Steve aan het winkelen in kledingwinkels. Steve ziet ineens Elle en krijgt weer flashbacks naar de gebeurtenissen met haar. Elle komt naar hem toe en ze beginnen te praten. Clare wordt meteen jaloers en wil weten wat er aan de hand is tussen hen. Steve verzekert haar dat er echt niets aan de hand is en vertelt haar dat zij een hij is. Dit gelooft Clare niet en ze blijft hem lastigvallen met haar jaloezie. Op de avond van de studentenpersprijs komen Steve, Clare en Milton Elle weer tegen die ook uitgenodigd was en Milton vindt “haar” wel leuk en wil dat ze bij hen komt zitten, dit tot grote hilariteit van Steve. Later vangt Clare een gesprek op tussen Steve en Elle en dan wordt het duidelijk dat zij echt een hij is, Clare verontschuldigt zich bij Steve en gelooft hem nu wel. Steve heeft Elle opgedragen om te breken met Milton en daar heeft Milton het best moeilijk mee.

## Rolverdeling
- Jason Priestley - Brandon Walsh
- Jennie Garth - Kelly Taylor
- Ian Ziering - Steve Sanders
- Brian Austin Green - David Silver
- Tori Spelling - Donna Martin
- Tiffani Thiessen - Valerie Malone
- Joe E. Tata - Nat Bussichio
- Kathleen Robertson - Clare Arnold
- Jason Wiles - Colin Robbins
- Emma Caulfield - Susan Keats
- Cameron Bancroft - Joe Bradley
- Nicholas Pryor - Milton Arnold
- Carl T. Evans - Jonathan Casten
- Monika Schnarre - Elle